# Азелоња (Верона)
Азелоња је насеље у Италији у округу Верона, региону Венето.
Према процени из 2011. у насељу је живело 379 становника. Насеље се налази на надморској висини од 12 м.